# إدوارد بيرموديز
إدوارد بيرموديز (بالإسبانية: Eduard Bermúdez) (مواليد 21 أغسطس 1984) هو ملاكم فنزويلي، مثّل بلاده في الألعاب الأولمبية الصيفية 2008.

## روابط خارجية
إدوارد بيرموديز على موقع أوليمبيديا (الإنجليزية)